# 日本CATV技術協会
一般社団法人日本CATV技術協会（英: Japan Cable Television Engineering Association、略称: JCTEA）は、日本のケーブルテレビの業界団体。元総務省所管。

## 業務内容
- CATV施設の技術に関する調査研究及び開発
- CATV施設に関する標準規格の策定
- アナログ周波数変更対策等、テレビ電波の受信に関する調査及び技術相談
- 建造物によるテレビ電波受信障害調査に関する調査研究
- 「有線テレビジョン放送技術者」の養成と資格証明
- 「ケーブルテレビ工事技能者」の養成と資格証明
- CATV技術に関する講習会、講習会等の開催
- CATV施設の申請手続きに関する指導
- CATV施設に関する雑誌、図書等の発行

## 沿革
- 共同聴視協議会として発足。日本共聴協会、社団法人日本有線テレビジョン技術協会を経て、現在の社団法人日本CATV技術協会となる。